# Рада фундацій
Рада фундацій (англ. Council of Foudations) — об'єднує близько 2000 організацій-грантодавців у всьому світі. Головний офіс — у США. Головна діяльність пов'язана з різноманітною інформацією для давачів грантів. Приклад діяльності — проект «Крила» (всесвітня ініціатива для підтримки творців грантів). Рада не є аналітичним центром, але її члени фінансово підтримують аналітичні центри.
Раду очолюють Кетлін П. Енрайт як Президент і Головний виконавчий директор та Хав'єр Сото як Голова Ради директорів.